# Anuromyzus cotoneasteris
Anuromyzus cotoneasteris är en insektsart. Anuromyzus cotoneasteris ingår i släktet Anuromyzus och familjen långrörsbladlöss. Inga underarter finns listade i Catalogue of Life.